# Synagoga Chunego Hamburskiego w Łodzi
Synagoga Chunego Hamburskiego w Łodzi – prywatny dom modlitwy znajdujący się w Łodzi przy ulicy Wschodniej 2.
Synagoga została zbudowana w 1902 roku z inicjatywy Chunego Hamburskiego. Podczas II wojny światowej hitlerowcy zdewastowali synagogę.